# Ivan Kačič
Ivan Kačič, slovenski bančnik, * 22. april 1885, Šoštanj, † 14. november 1924, Gorica.
Po končani gimnaziji je v Ljubljani služboval pri Ljubljanski kreditni banki, ko pa je ta 16. novembra 1910 v Gorici odprla svojo podružnico, je bil imenovan za vodjo podružnice, kar je ostal vse do svoje smrti. Kačič je imel velike zasluge pri razvoju slovenskega bančništva na Goriškem.